# Johann Friedrich Weismann
Johann Friedrich Weismann (auch Johann Friedrich Weissmann, * 30. August 1678 in Neustadt an der Aisch; † 19. August 1760 in Erlangen) war ein deutscher Mediziner und Professor für Medizin an der Universität Erlangen.

## Leben
Johann Friedrich Weismann studierte  an den Universitäten in Altdorf und Jena und ab 1703 in Leiden Medizin. 1705 wurde er in Jena promoviert. Anschließend wurde Weismann Stadtphysicus in Windsheim. 1725 wirkte er als Arzt in Erlangen und wurde fürstlich brandenburgischer Hofrat und Leibarzt zu Bayreuth. 1743 folgte er dem Ruf als ordentlicher Professor der Medizin an die neugegründete Universität Erlangen.
Am 3. November 1717 wurde Johann Friedrich Weismann unter der Matrikel-Nr. 332 mit dem akademischen Beinamen Phosphorus III. als Mitglied in die Leopoldina aufgenommen.
Seine Tochter Margaretha Wilhelmina heiratete 1738 den Mediziner und Naturforscher Peter Christian Wagner.